# Procontarinia mangicola
Procontarinia mangicola är en tvåvingeart som först beskrevs av Shi 1980.  Procontarinia mangicola ingår i släktet Procontarinia och familjen gallmyggor. Inga underarter finns listade i Catalogue of Life.